# أل بورغز
أل بورغز (بالإنجليزية: Al Borges)‏ هو مدير فني أمريكي، ولد في 8 أكتوبر 1955 في ساليناس في الولايات المتحدة.